# Liste des matchs de l'équipe d'Azerbaïdjan de football par adversaire
Cette liste présente les matchs de l'équipe d'Azerbaïdjan de football par adversaire rencontré. Lorsqu'une rivalité footballistique particulière existe entre l'Azerbaïdjan et un autre pays, une page spécifique est parfois proposée.
- Haut – A
- B
- C
- D
- E
- F
- G
- H
- I
- J
- K
- L
- M
- N
- O
- P
- Q
- R
- S
- T
- U
- V
- W
- X
- Y
- Z

## A

### Andorre
| Date            | Lieu                       | Match                 | Score | Compétition  |
| 24 juin 1998    | Tallinn Estonie            | Azerbaïdjan - Andorre | 0 - 0 | Match amical |
| 10 février 2000 | Ta'Qali Malte              | Azerbaïdjan - Andorre | 0 - 0 | Match amical |
| 4 juin 2008     | Andorre-la-Vieille Andorre | Andorre - Azerbaïdjan | 1 - 2 | Match amical |

Bilan
- Total de matchs disputés : 3
- Victoires de l'équipe d'Andorre : 0
- Victoires de l'équipe d'Azerbaïdjan : 1
- Match nul : 2

## B

### Bulgarie
| Date             | Lieu              | Match                | Score | Compétition                     |
| 9 septembre 2014 | Bakou Azerbaïdjan | Azerbaïdjan-Bulgarie | 1-2   | Qualifications pour l'Euro 2016 |
| 13 octobre 2015  | Sofia Bulgarie    | Bulgarie-Azerbaïdjan | 2-0   | Qualifications pour l'Euro 2016 |

Bilan
- Total de matchs disputés : 2
- Victoires de l'équipe de Bulgarie : 2
- Victoires de l'équipe d'Azerbaïdjan : 0
- Match nul : 0

## E

### Émirats arabes unis

#### Confrontations
Confrontations entre les Émirats arabes unis et l'Azerbaïdjan :
|   | Date             | Lieu  | Match                             | Score | Compétition  |
| - | ---------------- | ----- | --------------------------------- | ----- | ------------ |
| 1 | 14 décembre 2003 | Dubaï | Émirats arabes unis - Azerbaïdjan | 3-3   | Match amical |

#### Bilan
Au 12 avril 2019 :
- Total de matchs disputés : 1
- Victoires des Émirats arabes unis : 0
- Match nul : 1
- Victoires de l'Azerbaïdjan : 0
- Total de buts marqués par les Émirats arabes unis : 3
- Total de buts marqués par l'Azerbaïdjan : 3

## F

### France
| Date             | Lieu            | Match                | Score  | Compétition                     |
| 13 décembre 1994 | Trabzon Turquie | Azerbaïdjan - France | 0 - 2  | Qualifications pour l'Euro 1996 |
| 6 septembre 1995 | Auxerre France  | France - Azerbaïdjan | 10 - 0 | Qualifications pour l'Euro 1996 |

Bilan
- Total de matches disputés : 2
- Victoire de l'équipe d'Azerbaïdjan : 0
- Victoires de l'équipe de France : 2
- Match nul : 0
- But pour l'équipe d'Azerbaïdjan : 0
- Buts pour l'équipe de France : 12

## I

### Îles Féroé
| Date            | Lieu           | Match                    | Score | Compétition  |
| 27 février 1996 | Larnaca Chypre | Azerbaïdjan - Îles Féroé | 3 - 0 | Match amical |

Bilan
- Total de matchs disputés : 1
- Victoires de l'équipe des Îles Féroé : 0
- Victoires de l'équipe d'Azerbaïdjan : 1
- Match nul : 0

### Italie
| Date             | Lieu              | Match                | Score | Compétition                     |
| 7 septembre 2002 | Bakou Azerbaïdjan | Azerbaïdjan - Italie | 0-2   | Qualifications pour l'Euro 2004 |
| 11 octobre 2003  | Rome Italie       | Italie - Azerbaïdjan | 4-0   | Qualifications pour l'Euro 2004 |
| 10 octobre 2014  | Rome Italie       | Italie - Azerbaïdjan | 2-1   | Qualifications pour l'Euro 2016 |
| 10 octobre 2015  | Bakou Azerbaïdjan | Azerbaïdjan - Italie | 1-3   | Qualifications pour l'Euro 2016 |

Bilan
- Total de matchs disputés : 4
- Victoires de l'équipe d'Italie : 4
- Matchs nuls : 0
- Victoires de l'équipe d'Azerbaïdjan : 0

## K

### Kirghizistan

#### Confrontations
Confrontations entre l'Azerbaïdjan et le Kirghizistan :
|   | Date             | Lieu     | Match                      | Score | Compétition    |
| - | ---------------- | -------- | -------------------------- | ----- | -------------- |
| 1 | 7 juin 1993      | Téhéran  | Azerbaïdjan - Kirghizistan | 3-2   | Match amical   |
| 2 | 11 mars 2007     | Chimkent | Azerbaïdjan - Kirghizistan | 1-0   | Tournoi amical |
| 3 | 19 novembre 2013 | Bichkek  | Kirghizistan - Azerbaïdjan | 0-0   | Match amical   |
| 4 | 29 mai 2018      | Bakou    | Azerbaïdjan - Kirghizistan | 3-0   | Match amical   |

#### Bilan
Au 3 avril 2019 :
- Total de matchs disputés : 4
- Victoires de l'Azerbaïdjan : 3
- Match nul : 1
- Victoires du Kirghizistan : 0
- Total de buts marqués par l'Azerbaïdjan : 7
- Total de buts marqués par le Kirghizistan : 2

## M

### Monténégro
| Date             | Lieu                  | Match                    | Score | Compétition  |
| 17 novembre 2010 | Podgorica, Monténégro | Monténégro - Azerbaïdjan | 2-0   | Match amical |

Bilan
- Total de matchs disputés : 1
- Victoires de l'équipe du Monténégro : 1
- Matchs nuls : 0
- Victoires de l'équipe d'Azerbaïdjan : 0
- Total de buts marqués par l'équipe du Monténégro : 2
- Total de buts marqués par l'équipe d'Azerbaïdjan : 0

## P

### Pologne
| Date             | Lieu              | Match                 | Score | Compétition                        |
| 12 octobre 1994  | Mielec Pologne    | Pologne - Azerbaïdjan | 1 - 0 | Qualifications Euro 1996           |
| 15 novembre 1995 | Bakou Azerbaïdjan | Azerbaïdjan - Pologne | 0 - 0 | Qualifications Euro 1996           |
| 26 mars 2005     | Varsovie Pologne  | Pologne - Azerbaïdjan | 8 - 0 | Qualifications Coupe du monde 2006 |
| 4 juin 2005      | Bakou Azerbaïdjan | Azerbaïdjan - Pologne | 0 - 3 | Qualifications Coupe du monde 2006 |
| 24 mars 2007     | Cracovie Pologne  | Pologne - Azerbaïdjan | 5 - 0 | Qualifications Euro 2008           |
| 2 juin 2007      | Bakou Azerbaïdjan | Azerbaïdjan - Pologne | 1 - 3 | Qualifications Euro 2008           |

Bilan
- Total de matchs disputés : 6
- Victoires de l'équipe de Pologne : 5
- Victoires de l'équipe d'Azerbaïdjan : 0
- Matchs nuls : 1

### Portugal
| Date              | Lieu               | Match                  | Score | Compétition                        |
| 26 mars 1999      | Guimarães Portugal | Portugal - Azerbaïdjan | 7 - 0 | Qualifications Euro 2000           |
| 3 septembre 1999  | Bakou Azerbaïdjan  | Azerbaïdjan - Portugal | 1 - 1 | Qualifications Euro 2000           |
| 7 octobre 2006    | Porto Portugal     | Portugal - Azerbaïdjan | 3 - 0 | Qualifications Euro 2008           |
| 13 octobre 2007   | Bakou Azerbaïdjan  | Azerbaïdjan - Portugal | 0 - 2 | Qualifications Euro 2008           |
| 11 septembre 2012 | Lisbonne Portugal  | Portugal - Azerbaïdjan | 3 - 0 | Qualifications Coupe du monde 2014 |
| 26 mars 2013      | Bakou Azerbaïdjan  | Azerbaïdjan - Portugal | 2 - 0 | Qualifications Coupe du monde 2014 |

Bilan
- Total de matchs disputés : 6
- Victoires de l'équipe d'Azerbaïdjan : 0
- Victoires de l'équipe du Portugal : 5
- Matchs nuls : 1

## Q

### Qatar

#### Confrontations
Confrontations entre le Qatar et l'Azerbaïdjan en matchs officiels.
|   | Date             | Lieu     | Match               | Score | Compétition  |
| - | ---------------- | -------- | ------------------- | ----- | ------------ |
| 1 | 29 mai 2013      | Doha     | Qatar - Azerbaïdjan | 1-1   | Match amical |
| 2 | 9 mars 2017      | Doha     | Qatar - Azerbaïdjan | 1-2   | Match amical |
| 3 | 27 mars 2021     | Debrecen | Qatar - Azerbaïdjan | 2-1   | Match amical |
| 4 | 14 novembre 2021 | Bakou    | Azerbaïdjan - Qatar | 2-2   | Match amical |

#### Bilan
Au 28 novembre 2022 :
- Total de matchs disputés : 4
- Victoires du Qatar : 1
- Victoires de l'Azerbaïdjan : 1
- Matchs nuls : 2
- Total de buts marqués par le Qatar : 6
- Total de buts marqués par l'Azerbaïdjan : 6

## R

### Russie
| Date         | Lieu          | Match                | Score | Compétition                                               |
| 28 mars 2009 | Moscou Russie | Russie - Azerbaïdjan | 2 - 0 | Qualifications pour la coupe du monde de football de 2010 |

Bilan
- Total de matchs disputés : 1
- Victoires de l'équipe d'Azerbaïdjan : 0
- Victoires de l'équipe de Russie : 1
- Matchs nuls : 0

## S

### Serbie et Monténégro
| Date            | Lieu                           | Match                              | Score | Compétition                     |
| 12 février 2003 | Podgorica Serbie-et-Monténégro | Serbie et Monténégro - Azerbaïdjan | 2 - 2 | Qualifications pour l'Euro 2004 |
| 11 juin 2003    | Bakou Azerbaïdjan              | Azerbaïdjan - Serbie et Monténégro | 2 - 1 | Qualifications pour l'Euro 2004 |

Bilan
- Total de matchs disputés : 2
- Victoires de l'équipe de Serbie et Monténégro : 0
- Victoires de l'équipe d'Azerbaïdjan : 1
- Match nul : 1

### Suisse
| Date            | Lieu              | Match                | Score | Compétition                                |
| 31 août 1996    | Bakou Azerbaïdjan | Azerbaïdjan - Suisse | 1 - 0 | Qualifications pour la Coupe du monde 1998 |
| 11 octobre 1997 | Zurich Suisse     | Suisse - Azerbaïdjan | 5 - 0 | Qualifications pour la Coupe du monde 1998 |

Bilan
- Total de matchs disputés : 2
- Victoires de l'équipe de Suisse : 1 (50 %)
  - Plus large victoire : 5-0
  - Total des buts marqués : 5
- Victoires de l'équipe d'Azerbaïdjan : 1 (50 %)
  - Plus large victoire : 1-0
  - Total des buts marqués : 1
- Match nul : 0 (0 %)